# Hyalinella orbisperma
Hyalinella orbisperma är en mossdjursart som först beskrevs av Kellicott 1882.  Hyalinella orbisperma ingår i släktet Hyalinella och familjen Plumatellidae. Inga underarter finns listade i Catalogue of Life.